# Landak
Landak (indonésky Sungai Landak) je řeka na západě ostrova Borneo v provincii Západní Kalimantan v Indonésii. Je přibližně 200 km dlouhá.

## Průběh toku
Protéká převážně nížinnou bažinatou rovinou. Ústí na rovníku do Jihočínského moře, přičemž se spojuje s jedním z ramen delty řeky Kapuas.

## Využití
Na rameni řeky Kapuas, s nímž se v ústí spojuje, leží hlavní město provincie město Pontianak.